# Фучковаць
45°25′ пн. ш. 15°17′ сх. д. / 45.41° пн. ш. 15.29° сх. д.
Фучковаць (хорв. Fučkovac) — населений пункт у Хорватії, в Карловацькій жупанії у складі громади Босилєво.

## Населення
Населення за даними перепису 2011 року становило 23 осіб.
Динаміка чисельності населення поселення: